# Autobahnkreuz Düsseldorf-Nord
Das Autobahnkreuz Düsseldorf-Nord (Abkürzung: AK Düsseldorf-Nord; Kurzform: Kreuz Düsseldorf-Nord) ist ein Autobahnkreuz in Nordrhein-Westfalen in der Metropolregion Rhein-Ruhr. Es verbindet die Bundesautobahn 44 (Aachen – Kassel) mit der Bundesautobahn 52 (Mönchengladbach – Marl). Diese Eigenschaft teilt es sich mit dem Autobahnkreuz Neersen. Ursprünglich sollte in ihm auch die Bundesautobahn 59 (Dinslaken – Bonn) jene beiden Autobahnen kreuzen.

## Geografie
Das Autobahnkreuz besteht aus zwei Teilen, einem Nordteil und einem Südteil. Dies ist auf den begrenzten Platz zurückzuführen, da es sich in städtischer Lage befindet. Der Nordteil liegt auf dem Gebiet der Düsseldorfer Stadtteile Lichtenbroich sowie Lohausen und der Südteil auf dem Stadtgebiet von Ratingen. Die nächstgelegenen Stadtteile sind Rath, Lichtenbroich und Lohausen auf Düsseldorfer Gebiet, sowie Ratingen-West. Es befindet sich etwa 8 km nördlich der Düsseldorfer Innenstadt, etwa 25 km südwestlich von Essen und etwa 15 km südlich von Duisburg.
Nahe dem Kreuz befindet sich auch der Flughafen Düsseldorf, der über die A 44 in Richtung Mönchengladbach zu erreichen ist.
Das Autobahnkreuz Düsseldorf-Nord trägt auf der A 44 die Anschlussstellennummer 32, auf der A 52 die Nummer 22.

## Bauform und Ausbauzustand
Die A 44 ist im Bereich des Kreuzes und nach Osten vierstreifig ausgebaut, in Richtung Westen ist sie auf sechs Fahrstreifen befahrbar. Die A 52 ist sechsstreifig. Im Nordteil sind die Verbindungsrampen zweispurig, im Südteil einspurig ausgeführt. Beide Teile wurden als Autobahndreiecke angelegt; der Nordteil als Birne und der Südteil als rechtsgeführte Trompete.
Zudem weist die A52 im Kreuz die Besonderheit auf, dass die beiden benachbarten Anschlussstellen 21 Düsseldorf-Rath und 23 Ratingen mit ins Kreuz integriert sind, sodass sie dort über eine Dreifachanschlussstelle verfügt, die selbst wiederum analog zu dem zweigeteilten Kreuz aus den beiden Doppelanschlussstellen AS (21) Düsseldorf-Rath/AK (22) Düsseldorf-Nord (Südteil) und AK (22) Düsseldorf-Nord (Nordteil)/AS (23) Ratingen besteht. Dabei sind die Abstände dieser Anschlussstellen zum Kreuz so gering, dass sie separate Abfahrtsrampen von den Verbindungsrampen aus der A 44 besitzen.

## Verkehrsaufkommen
Das Kreuz wurde im Jahr 2015 täglich von rund 122.000 Fahrzeugen befahren.
| Von                            | Nach                      | Durchschnittliche tägliche Verkehrsstärke | Durchschnittliche tägliche Verkehrsstärke | Durchschnittliche tägliche Verkehrsstärke | Anteil Schwerlastverkehr | Anteil Schwerlastverkehr | Anteil Schwerlastverkehr |
| Von                            | Nach                      | 2005                                      | 2010                                      | 2015                                      | 2005                     | 2010                     | 2015                     |
| ------------------------------ | ------------------------- | ----------------------------------------- | ----------------------------------------- | ----------------------------------------- | ------------------------ | ------------------------ | ------------------------ |
| AS Düsseldorf-Flughafen (A 44) | AK Düsseldorf-Nord        | 72.500                                    | 66.500                                    | 73.700                                    | 5,2 %                    | 5,5 %                    | 5,2 %                    |
| AK Düsseldorf-Nord             | RA Reichswaldallee (A 44) | 43.000                                    | 39.700                                    | 35.400                                    | 5,1 %                    | 5,3 %                    | 4,8 %                    |
| Anschluss B 1 (A 52)           | AK Düsseldorf-Nord        | 53.300                                    | 41.900                                    | 49.000                                    | 4,3 %                    | 5,0 %                    | 4,5 %                    |
| AK Düsseldorf-Nord             | AS Tiefenbroich (A 52)    | 93.800                                    | 85.800                                    | 85.800                                    | 4,9 %                    | 5,5 %                    | 4,7 %                    |